# Jacek Kotus
Jacek Kotus – polski geograf społeczny, doktor habilitowany, profesor na Uniwersytecie im. Adama Mickiewicza w Poznaniu.

## Życiorys
W 1994 obronił pracę magisterską na Uniwersytecie im. Adama Mickiewicza w Poznaniu. W latach 90. był jednym z dwóch opiekunów wspierających Akademickiego Koła Naukowego Gospodarki Przestrzennej. Doktoryzował się na tej samej uczelni w 1999 w specjalności geografia społeczna oraz habilitował z nauk o ziemi w 2008. Jest kierownikiem Zakładu Zachowań Przestrzennych Człowieka UAM i był w latach 2014-2016 polskim delegatem w stowarzyszeniu AESOP (Association of European Schools of Planning).
Interesujące go tematy naukowe to zachowania przestrzenne ludzi, życie społeczności lokalnych w mieście i partycypacja obywatelska w zarządzaniu miastem. Jest również zainteresowany socjologią podróży i turystyki.